# Koliu Marinovo, Stara Zagora
Koliu Marinovo (în bulgară Колю Мариново) este un sat în comuna Bratea Daskalovi, regiunea Stara Zagora,  Bulgaria. 

## Demografie
Componența etnică a satului Koliu Marinovo
     Bulgari (97,59%)
     Nicio identificare (2,4%)
     Altele (0%)
La recensământul din 2011, populația satului Koliu Marinovo era de 83 locuitori. Din punct de vedere etnic, majoritatea locuitorilor (97,59%) erau bulgari. Pentru 2,4% din locuitori nu este cunoscută apartenența etnică.